# Повітряні сили Кенії
Повітряні сили Кенії (KAF) — це військово-повітряна частина збройних сил Республіки Кенія .
Основними авіабазами є авіабаза Лайкіпія в Нанюкі, а також авіабаза Мої в Істлі, штат Найробі, яка є штаб-квартирою. Інші бази включають в себе оперативну базу (FOB) Момбаса (Міжнародний аеропорт Мой), FOB Мандера, FOB Ваджир & FOB Нюері (в основному гелікоптери / невеликі літаки). У 2017 році Йорданія пожертвувала 2 бойові гелікоптери AH-1 Cobra для ВПС. Спільно з 50-ма військово-повітряними кавалерійськими гелікоптерами контролюються Об'єднаним гелікоптерним командуванням, що базується в Гарнізоні Ембакасі.

## Історія

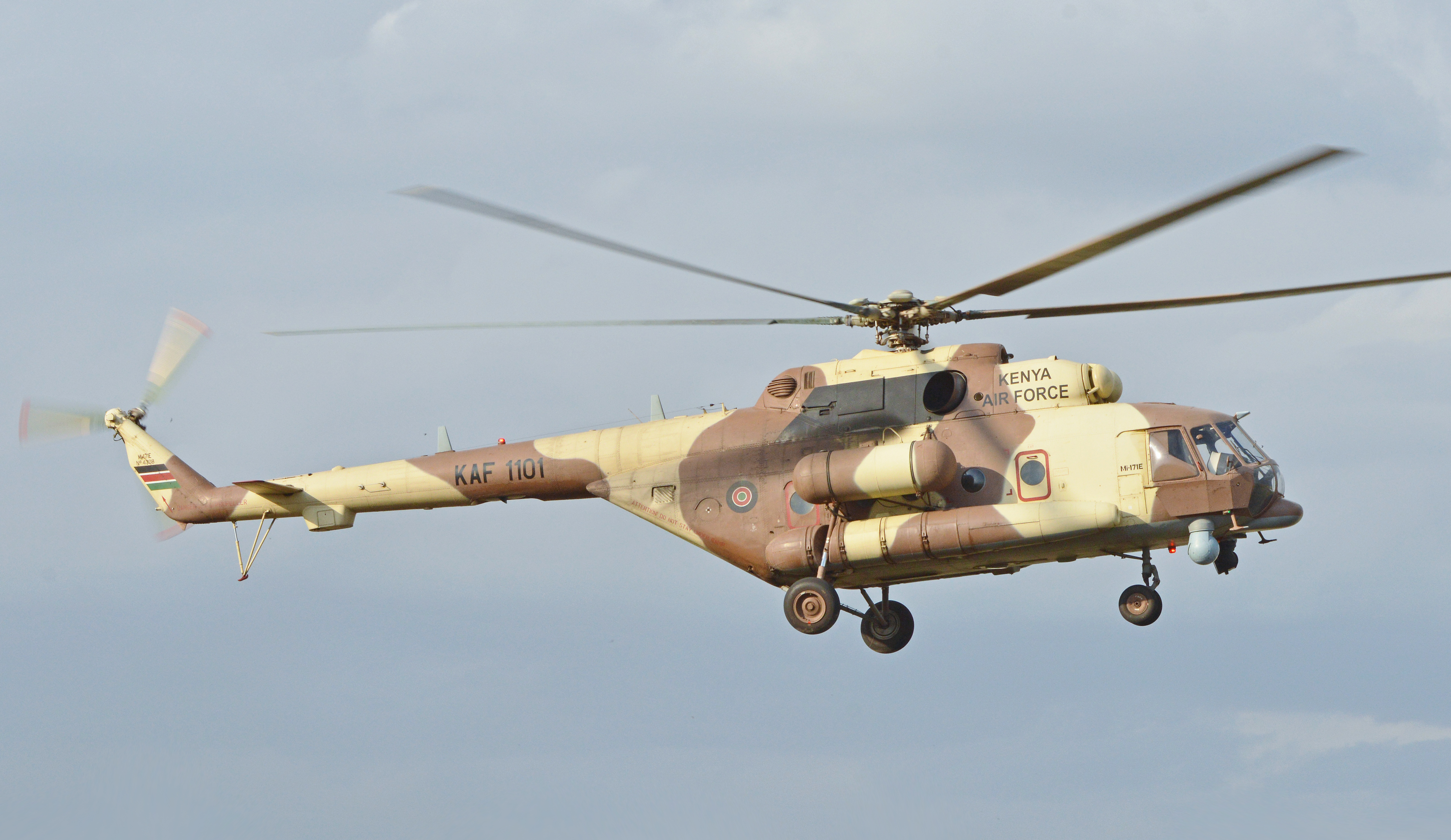
Міл Мі-171Е в аеропорту Вілсона

Військово-повітряні сили Кенії були сформовані 1 червня 1964 року, незабаром після здобуття незалежності, за сприянням Великої Британії.
До складу колишнього літального апарата, що знаходився на озброєнні, входили літаки класу de Havilland Canada Chipmunks та Beaver (з 1974 р.), Шість Hawker Hunter (куплені у RAF, в експлуатації 1974–79 рр.), Шість винищувачів типу BAC Strikemaster (в експлуатації з 1971 р.) Та 12 BAE Systems Hawks, доставлені в 1980 рік. Усі ці типи тепер вилучені та не експлуатуються.
З 1979 по 1982 рік президент Даніель Арап Мой використовував винищувачі Northrop F-5 для супроводу своїх польотів у країну та за її межами; пізніше коментували, що не було причин та потреби задля цього супроводу.
Після невдалого державного перевороту групою офіцерів Військово-повітряних сил, 1 серпня 1982 року ця частина армії Кенії була розформована. Діяльність ВПС була відновлена і була поставлена під більш жорсткий контроль армії як 82 ВПС. ВПС отримала «незалежність» вже у 1994 р.
10 квітня 2006 року літак Кенійських Військово-повітряних сил типу Harbin Y-12 зазнав краху поблизу Марсабіта. На борту було 17 осіб, з яких 14 загинули. Також у ньому перебувало кілька місцевих та державних політиків. Серед загиблих був і колишній міністр Боная Годана . Головним пілотом був майор Девід Ньороге.
З 1978 року F-5 є головним винищувачем Кенійських Повітряних сил. За типами літаків всього було доставлено 29 одиниць: 12 літаків F-5E і 2 F-5F з США, та 10 F-5E, 3 F-5EM і 2 F-5F, які раніше перебували на озброєнні Військово-повітряних сил Королівської Йорданії (ВПСЙ). Колишній літак ВПСЙ був модернізований до стандарту F-5EM перед тим, як поставити його в ВПС Кенії. Існували суперечки щодо закупівлі F-5 з Йорданії, які були поставлені до Кенії та зібрані на місцевому рівні. Наразі програма модернізації та закупівлі F-5 ведеться до 10 F-5E, 2 F-5F та 3 F-5EM з Йорданії. Військово-повітряні сили Кенії отримали 6 з 8 гелікоптерів Huey UH-1H.
Уряд США схвалив запропонований урядом Кенії варіант купівлі в США для ВПС Кенії дванадцяти літаків — легких штурмовиків Air Tractor AT-802L . Станом на серпень 2017 року уряд Кенії не підписав контракт. Також на початку 2017 року Кенія підписала контракт на поставку 3-х C 27j та 3 AW 139 в цьому році

## Літаки

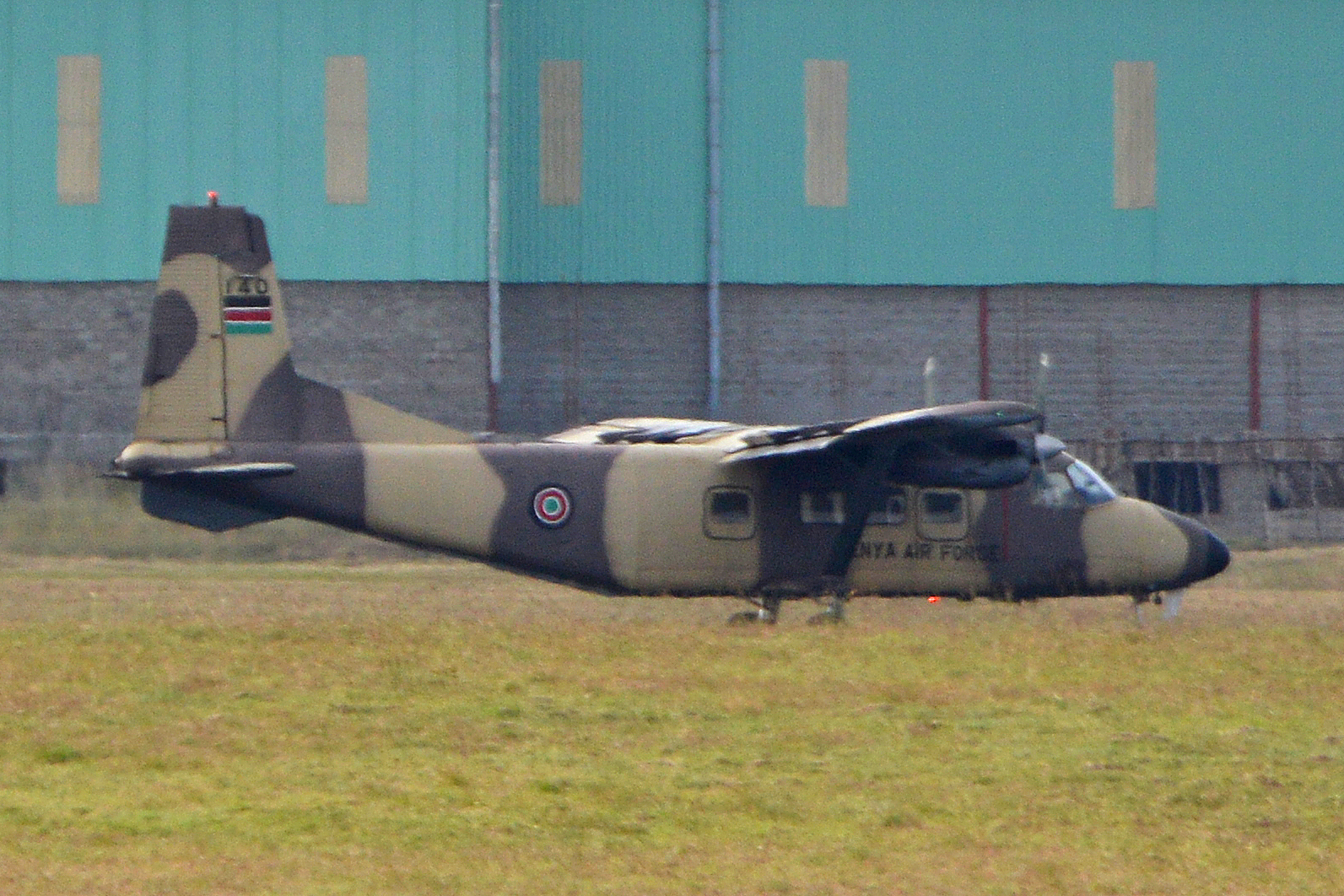
Кенійський Y-12

| Літак             | Походження            | Тип                               | Варіант       | Використовується | Примітки                     |               |
| Бойовий літак     | Бойовий літак         | Бойовий літак                     | Бойовий літак | Бойовий літак    | Бойовий літак                | Бойовий літак |
| ----------------- | --------------------- | --------------------------------- | ------------- | ---------------- | ---------------------------- | ------------- |
| Northrop F-5      | Сполучені Штати       | винищувач                         | F-5E          | 17               |                              |               |
| Розвідка          |                       |                                   |               |                  |                              |               |
| Cessna 208        | Сполучені Штати       | спостереження / легкий транспорт  |               | 2                |                              |               |
| Транспорт         |                       |                                   |               |                  |                              |               |
| Harbin Y-12       | Китай                 | транспортний                      |               | 11               |                              |               |
| DHC-5 Buffalo     | Канада                | комунальні послуги / транспортний |               | 4 -Пенсіонер     |                              |               |
| C-27J Spartan     | Італія                | транспортний                      |               |                  | 3 на замовлення              |               |
| Bombardier Dash 8 | Канада                | VIP                               |               | 3                |                              |               |
| Вертольоти        |                       |                                   |               |                  |                              |               |
| Bell UH-1         | Сполучені Штати       | корисність                        | UH-1H         | 7                |                              |               |
| Bell AH-1         | Сполучені Штати       | штурмовик                         | AH-1F         | 3                | пожертва Йордану             |               |
| Mil Мі-17         | Росія                 | комунальні послуги / транспорт    | Мі-171        | 3-он для vip     |                              |               |
| Harbin Z-9        | Китай                 | корисність                        |               | 6                |                              |               |
| Airbus H125M      | Європа                | корисність                        |               | 9                |                              |               |
| SA 330 Puma       | Франція               | комунальні послуги / транспортний |               | 9                |                              |               |
| Defender MD 500   | Сполучені Штати       | легкий штурмовик                  | 530F          | 40               | 12 на замовлення             |               |
| Тренерський літак |                       |                                   |               |                  |                              |               |
| Northrop F-5      | Сполучені Штати       | навчальний                        | F-5F          | 4                |                              |               |
| Short Tucano      | Об'єднане Королівство | навчальний                        | Тукано 51     | 9                | ліцензований варіант EMB-312 |               |
| Grob G 120        | Німеччина             | навчальний                        | 120А          | 5                |                              |               |
| Bulldog Т1        | Об'єднане Королівство | основний навчальний               |               | 5                |                              |               |